# قلعة توكات

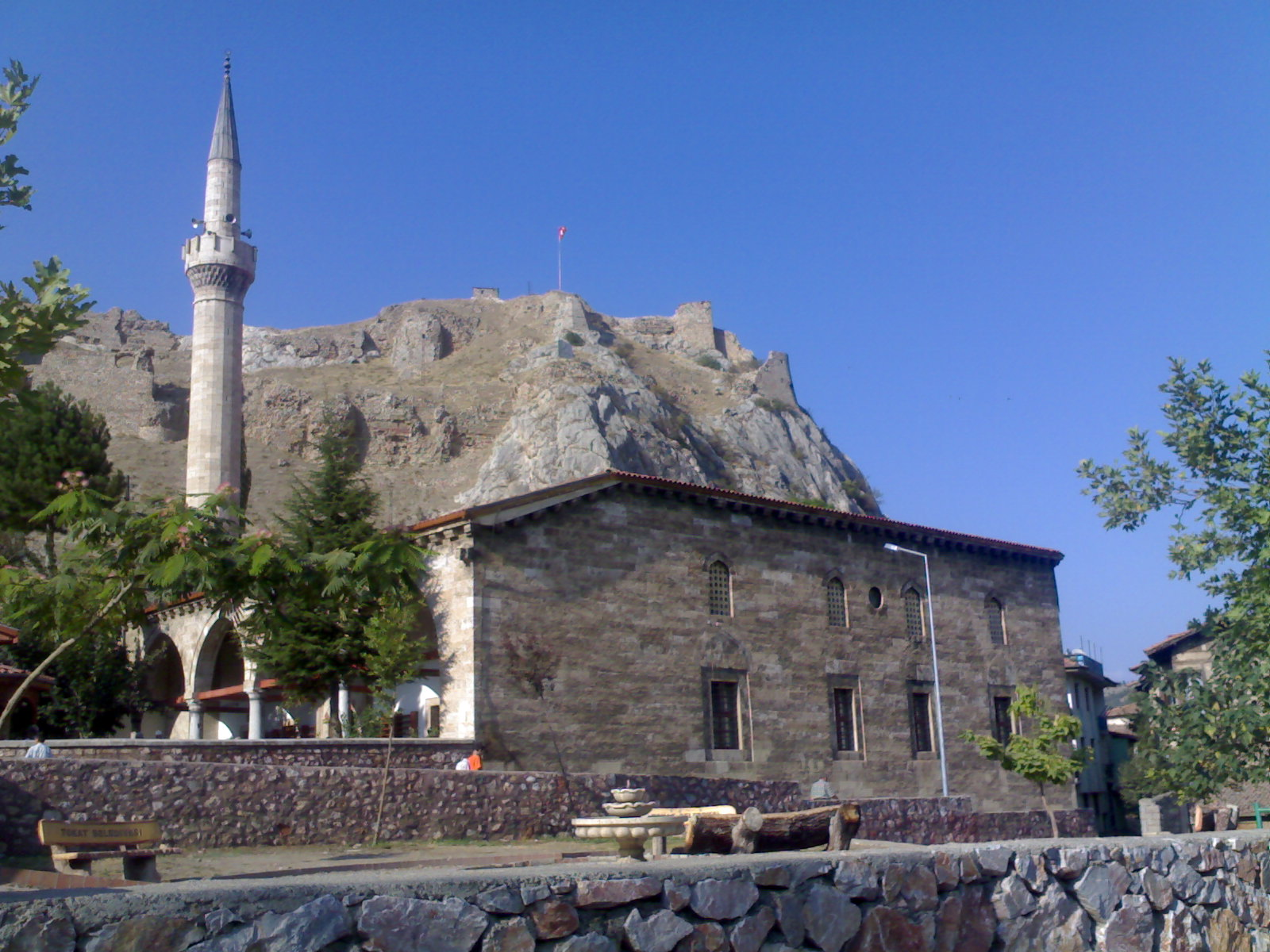
منظر لقلعة توكات من المدينة

قلعة توكات هي قلعة معقل (مدينة) قديمة حيث تضم 28 برجًا مبنية على قمة صخرية في وسط توقاد في تركيا
```
أوائل سكانها غير معروفين حيث يعود تاريخ المدينة إلى عام 3000 
قبل الميلاد
. حكم 
حيثيون
 والفرس المنطقة. تعود أقدم القطع الأثرية المعروفة للقلعة إلى القرن الخامس، وكان أول سكانها المسجلين مجموعات مسيحية 
مسيحيون
 تهاجر من كومانا بونتيكا. كانت القلعة تحت سيطرة 
الإمبراطورية البيزنطية
 حتى استولى عليها 
غازي بن الدانشمند
 في عام 1074 وحكمها النهائي من قبل 
الدولة السلجوقية
 
[
1
]
 تم تجديدها في العصر السلجوقي والعثماني ولأنه تم استخدامه كسجن للمتمردين والمسؤولين الحكوميين في بعض الأحيان، كان يطلق عليه أيضًا أسم كوردار بيديفي، أي الشجرة البرية.
```

كان فلاد الثالث المخوزق ، المعروف أيضًا باسم كونت دراكولا كان أحد نزلاءها في أوائل القرن الخامس عشر. تتم استعادة القلعة والممر السري مفتوح للزوار